# Whiteite-(MnFeMg)
La whiteite-(MnFeMg) è un minerale.